# Zwitserse ijshockeyploeg (mannen)
De Zwitserse ijshockeyploeg is een team van ijshockeyers dat Zwitserland vertegenwoordigt bij internationale wedstrijden en een behoorlijke bedreiging is voor de Big Six.
Zwitserland eindigde in 1935 en 2013 als tweede op het wereldkampioenschap ijshockey en in 1928, 1930, 1937, 1939, 1948, 1950, 1951 en 1953 als derde. 
Het veroverde op de Olympische Spelen brons in 1928 en 1948.